# Moss Burmester
Moss James Burmester (Hastings, 19 de junio de 1981) es un deportista neozelandés que compitió en natación, especialista en el estilo mariposa.
Ganó dos medallas en el Campeonato Mundial de Natación en Piscina Corta, oro en 2008 y plata en 2006.
Participó en dos Juegos Olímpicos de Verano, en los años 2004 y 2008, ocupando el cuarto lugar en Pekín 2008, en la prueba de 200 m mariposa.

## Palmarés internacional
| Campeonato Mundial en Piscina Corta | Campeonato Mundial en Piscina Corta | Campeonato Mundial en Piscina Corta | Campeonato Mundial en Piscina Corta |
| Año                                 | Lugar                               | Medalla                             | Prueba                              |
| ----------------------------------- | ----------------------------------- | ----------------------------------- | ----------------------------------- |
| 2006                                | Shanghái (China)                    | Medalla de plata                    | 200 m mariposa                      |
| 2008                                | Mánchester (Reino Unido)            | Medalla de oro                      | 200 m mariposa                      |